# Высокое (Нестеровский район)
Высокое (до 1938 — Шилленингкен (нем. Schilleningken), до 1950 — Хайнау (нем. Hainau)) — посёлок в Нестеровском районе Калининградской области. Входит в состав Илюшинского сельского поселения.

## Население
| 1910 | 1933 | 1939 | 2002 | 2010 |
| ---- | ---- | ---- | ---- | ---- |
| 510  | ↘460 | ↗463 | ↘240 | ↘220 |

## История
В 1910 году население Шилленингкена составляло 510 жителей, в 1933 году - 460 жителей, в 1939 году - 463 жителя. В 1938 году Шилленингкен был переименован в Хайнау.
В октябре-ноябре 1944 года Хайнау находился в полосе наступления 5-й и 28-й армий.
В 1950 году Хайнау был переименован в поселок Высокое.